# Dr. Jekyll und Sister Hyde
Dr. Jekyll und Sister Hyde (Originaltitel: Dr. Jekyll and Sister Hyde) ist ein britischer Horrorfilm aus der Hammer Films-Produktion von 1971. Ralph Bates und Martine Beswick spielen die beiden Titelrollen unter der Regie von Roy Ward Baker. Die Geschichte basiert auf der Vorlage von Robert Louis Stevensons Schauerroman Der seltsame Fall des Dr. Jekyll und Mr. Hyde, nur dass hier die Umwandlung von Jekyll zu Hyde einhergeht mit einem gleichfalls stattfindenden Geschlechterwechsel.

## Handlung
Dr. Henry Jekyll ist ein dynamischer, junger Wissenschaftler. Sein Lebensziel ist es, jede erdenkliche Krankheit eines Tages heilen zu können. Sein guter Bekannter Professor Robertson spottet daraufhin, dass er, Jekyll, wohl mit Sicherheit vorher tot sein dürfte, ehe er dieses sehr ehrgeizige Ziel erreicht habe. Diese spöttische Bemerkung lässt in Jekyll die Idee reifen, dass es am wichtigsten wäre, das Allheilmittel für das ewige Leben zu entwickeln. Sofort geht der fanatisch forschende Brite an sein Werk. Er experimentiert und sucht nach der Formel für ein lebensverjüngendes Elixier. Er isoliert weibliche Hormone, die Hauptbestandteile dieses auf wissenschaftlichen Erkenntnissen basierenden „Lebenselixiers“ sind. Die benötigten Hormone verschafft er sich aus dem städtischen Leichenschauhaus. Schließlich ist der Moment der Wahrheit gekommen. Da nur er aus ethischen Gründen für ein Menschenexperiment zur Verfügung stehen kann, probiert Henry Jekyll dieses Lebenselixier kurzerhand an sich selbst aus und schluckt die zusammengebraute Tinktur.
Doch aus Henry Jekyll wird nicht etwa sein jüngeres ich … nein: er muss zusehen, wie aus dem jungen Mann plötzlich eine schwarzhaarige, junge Frau wird, die ihm wie eine Zwillingsschwester gleicht. Doch irgendetwas muss bei dieser unter Schmerzen vollzogenen Transformation daneben gegangen sein. Die weibliche Jekyll wird sich bald als kalt und herzlos erweisen, eine böse, verführerische Schlange. Diese Sister Hyde ist jedoch zunächst einmal begeistert von ihren weiblichen Formen, ehe sie wieder einschläft und am darauf folgenden Morgen im Labor erneut als der Mann Henry Jekyll erwacht. Begeistert von seinen ersten Erkenntnissen fährt Jekyll mit seiner Arbeit fort. Sein Privatleben gerät dabei immer mehr ins Hintertreffen, für die junge Susan Spencer, die in der Wohnung über ihm wohnt, hat er kaum noch Zeit. Als Susan ihn fragt, wer diese mysteriöse Frau sei, die bei ihm öfters gesehen wurde, erklärt Henry ihr, es handele sich dabei um seine früh verwitwete Schwester Edwina. Susans Bruder Howard findet „Edwina“ ausgesprochen attraktiv und versucht, zunächst vergeblich, mit ihr anzubandeln.
Das Leichenschauhaus kann nun nicht mehr für Henrys Bedürfnisse für genügend Nachschub sorgen, und so engagiert der Wissenschaftler zwei finstere Gestalten, die Grabräuber Burke und Hare, um ihm neue, frische, tote Menschenware zu organisieren. Als die beiden jedoch den Preis für ihre Schandtaten zahlen müssen – Burke wird von einem aufgebrachten Mob gelyncht, und Hare wird mit Gewalt des Augenlichts beraubt – fasst Jekyll den Entschluss, fortan am lebenden Menschen zu experimentieren. Er streift nachts durch die Straßen, um nach möglichen Opfern Ausschau zu halten, und die findet er bevorzugt unter den Huren Londons. Als einige dieser Frauen spurlos verschwinden, geht bald die Angst vor einem neuen Jack the Ripper um. Um als Henry Jekyll nicht in Verdacht zu geraten oder gar gefasst zu werden, muss er sich nun immer öfter in Sister Hyde verwandeln, die bald zu seinem alter ego wird, der dunklen Seite seines Wesens. Und diese Schwester Hyde weiß ohne Skrupel und Bedenken zu morden. Ihr nächstes Opfer ist Professor Robertson, der in ihren Augen allzu neugierige Fragen zu stellen.
Mehr und mehr beginnt nun Schwester Hyde Kontrolle über Henry zu gewinnen, zumal er ohne Ende weibliche Hormone zu sich nimmt. Bald benötigt er auch nicht mehr die Seren, um sich regelmäßig von Dr. Jekyll in Sister Hyde zu verwandeln. Und diese Schwester beginnt nun eifersüchtig auf Susan zu werden. Es dürstet sie nach dem Blut der Unschuld Susan. „Edwina“, die mittlerweile längst stärker als Henry geworden ist, plant dessen Freundin zu ermorden, um an deren Blut zu kommen. Dann, so weiß Sister Jekyll, wird sie endgültig die absolute Kontrolle über Jekylls Körper erlangt haben. Mit letzter Willenskraft kann Henry einen Mordversuch an Susan, begangen von seinem weiblichen Ich, verhindern. Die Polizei ist ihm über ihre Ripper-Nachforschungen auf die Spur gekommen und hetzt nun den Wissenschaftler, der einen schweren inneren Kampf mit sich selbst auszutragen hat. Verfolgt von der Staatsmacht, klettert er/sie an der Außenwand eines Gebäudes entlang und stürzt in dem Moment einer neuerlichen Transformation in die Tiefe. Am Boden liegt Jekylls/Hydes Leiche – teils Mann, teils Frau.

## Produktionsnotizen
Dr. Jekyll und Sister Hyde wurde am 17. Oktober 1971 in London uraufgeführt und lief am 8. Dezember 1972 in Deutschland an. Bei der deutschen Fernsehausstrahlung lief der Film unter dem Titel Dr. Jekyll und Schwester Hyde.

## Kritiken
Der Movie & Video Guide meinte, es gebe „keinen Thrill aber reichlich Spaß“ und fand, dass die „Ähnlichkeit zwischen Bates und Beswick bemerkenswert“ sei.
Halliwell‘s Film Guide sah in dem Film einen „halberfolgreichen Versuch, eine Verbindung zwischen der Legende und Jack the Ripper herzustellen.“

„Der verworrene Horrorfilm verbindet R. L. Stevensons Geschichte von der Wesensspaltung eines Arztes mit der Figur von Jack the Ripper.“